# Murino (Leningrad)
Murino ist eine Satellitenstadt von St. Petersburg in der Oblast Leningrad (Russland).

## Geographie
Murino liegt unmittelbar an der Stadtgrenze von Sankt Petersburg, nordöstlich des Petersburger Stadtzentrums. Es gehört zum Wsewoloschski rajon.

## Geschichte
Das Gebiet wurde bereits im 9.–12. Jahrhundert von finno-ugrischen Stämmen besiedelt. Erstmals erwähnt wurde es im 17. Jahrhundert als Mureno in schwedischen Karten. Das Gebiet war lange Zeit im Großen Nordischen Krieg umkämpft. Nach Abschluss eines Friedensvertrages wurde es 1721 endgültig Russland zugeteilt. 2019 erhielt Murino Stadtrecht.

## Wirtschaft und Infrastruktur
Die Ringautobahn von Sankt Petersburg verläuft durch Murino, auch sonst ist Murino in das Straßennetz von Sankt Petersburg eingebunden. Des Weiteren ist Murino an das Netz der Metro Sankt Petersburg angeschlossen, die den Bahnhof Dewjatkino bedient. Dort halten auch Fernzüge. Der Bahnhof Murino liegt auf St. Petersburger Stadtgebiet.